# Godelleta (kommun)
Godelleta är en kommun i Spanien.   Den ligger i provinsen Província de València och regionen Valencia, i den östra delen av landet, 280 km öster om huvudstaden Madrid. Antalet invånare är 3 371.